# Кролик Багз или Дорожный Бегун
«Кролик Багз или Дорожный Бегун» (англ. The Bugs Bunny/Road Runner Movie) — американский полнометражный мультфильм студии Warner Bros. Pictures, выпущенный в 1979 году. Мультфильм демонстрировался с оценкой G.

## Описание
Мультфильм представляет собой компиляцию из 11 короткометражных мультфильмов серии Looney Tunes. Между мультфильмами показан главный герой — Багз Банни, который рассказывает зрителю о своей жизни и об истории появления погони в кинематографе.

### Список мультфильмов
1. Путь к звёздам;
2. Дак Доджерс в 24½ веке;
3. Даффи — Робин Гуд;
4. Безумная утка;
5. Задира для Багза;
6. Кролик Али-Бабы;
7. Охота на кролика;
8. Такой знакомый запах;
9. Длинноволосый заяц;
10. Что за опера, док?;
11. Операция «Кролик».

## Русский дубляж
На русский язык фильм был дублирован компанией «Варус Видео» в 1990-е годы. Мультфильм с данным переводом был широко распространён на видеокассетах.
- Автор синхронного текста и режиссёр — Валентина Кузнецова
- Звукооператор — Александр Сироткин
- Редактор — Владимир Заико
- Директор — Людмила Бронникова

### Роли дублировали
- Сергей Чекан — Багз Банни
- Дмитрий Полонский — Даффи Дак
- Юрий Саранцев — диктор, Пепе, Хасан
- Игорь Ясулович — Элмер Фадд, джинн
- Василий Куприянов — Марвин, эпизоды
- Вадим Курков — Порки Пиг, Койот, эпизоды